# 9941 Iguanodon
9941 Iguanodon este o planetă minoră (asteroid), cu un diametru de 3,123 km, din centura de asteroizi. A fost descoperită pe 4 februarie 1989 la Observatorul European Austral de Eric Walter Elst și a fost numită după Iguanodon. 
Obiectul prezintă o orbită caracterizată de o semiaxă mare de 2,2991997 UAi, o excentricitate de 0,12, o înclinație de 5,43504 ° în raport cu ecliptica.